# Daisendorf
Daisendorf er en kommune i Bodenseekreis i den tyske delstat Baden-Württemberg, og har 1.597 indbyggere (2018-12-31).

## Geografi
Daisendorf ligger i det nordlige bagland til Bodensøen i mellem 480 og 550 meters højde, omkring to kilometer nordvest for  Meersburgs centrum og i cirka samme afstand sydøst for Uhldingen-Mühlhofen. Mod syd grænser Daisendorf til Meersburg.

### Natur
Øst for byen ligger vådområdet  Neuweiher der er en rolig dawm i en stille skov. Ifølge en bekendtgørelse i Meersburger Stadtarchiv blev Neuweiher anlagt allerede i 1445; i middelalderen tjente den som vandforsyning til voldgraven ved Meersburg. Dammen har et areal på omkring 570 m² med en dybde på op til 4,1 m. 